# Marantao
Marantao es una ciudad filipina perteneciente a la provincia de Lánao del Sur. Se sitúa junto a la capital (Marawi) y según el censo de 2010 su población era de 28.550 personas, con una superficie de 660 km², en el entorno del lago de Lánao. 

## Barangayes
Marantao se divide en 34 barangayes:
- Bacayawan
- Cawayan Bacolod
- Bacong
- Camalig Bandara Ingud
- Camalig Bubong
- Camalig (Pob.)
- Inudaran Campong
- Cawayan
- Daanaingud
- Cawayan Kalaw
- Kialdan
- Lumbac Kialdan
- Cawayan Linuk
- Lubo
- Inudaran Lumbac
- Mantapoli
- Matampay
- Maul
- Nataron
- Pagalongan Bacayawan
- Pataimas
- Poona Marantao
- Punud Proper
- Tacub
- Maul Ilian
- Palao
- Banga-Pantar
- Batal-Punud
- Bubong Madanding (Bubong)
- Ilian
- Inudaran Loway
- Maul Lumbaca Ingud
- Población
- Tuca Kialdan

## Demografía
| 18 404                       | 20 942 | 24 647 | 32 075 | 28 550 |
| (Fuente: Censo de Filipinas) |        |        |        |        |

## Religión e idioma
Como el resto de Mindanao, la población de esta localidad es mayoritariamente musulmana y el idioma maranao es todavía ampliamente usado en la zona.